# المسدس FN Five-Seven
FN Five-seven ، التي تحمل علامة Five-seveN ، عبارة عن مسدس نصف أوتوماتيكي تم تصميمه وتصنيعه من قبل Fabrique Nationale d’Armes de Guerre-Herstal (FN Herstal) في بلجيكا. يدعى المسدس بقطر قطره 5،7 ملم (.224 بوصة) ، ويهدف أسلوب رسملة العلامات التجارية إلى التأكيد على الأحرف الأولى للشركة الصانعة FN
تم تطوير المسدس خمسة سبعة بالتزامن مع سلاح الدفاع الشخصي FN P90 و FN 5.7 × 28mm خرطوشة. تم طرح جهاز P90 في عام 1990 ، وتم طرح الـ 5-7 في عام 1998 كمسدس باستخدام نفس ذخيرة 5.7 × 28 ملم. تم تطويره كمسدس مصاحب لـ P90 ، خمسة وخمسون سهمًا كثيرًا من مميزاته التصميمية: وهو سلاح خفيف الوزن يعتمد على البوليمر مع سعة مجلة كبيرة ، وضوابط ضبطية ، وراتل منخفض ، والقدرة على اختراق دروع الجسم عند استخدام بعض أنواع خرطوشة.
| النوع        | مسدس نصف أوتوماتيكي                                                                           |
| البلد المنشأ | بلجيكا                                                                                        |
| في الخدمة    | 2000-الأن                                                                                     |
| الحروب       | - حرب أفغانستان - الهجوم الإندونيسي في آتشيه - حرب المخدرات المكسيكية - الحرب الأهلية الليبية |

## التاريخ

### التطوير
تم تطوير مسدس خمسة وسبعة وذخيرة 5.7 × 28 ملم من قبل إف إن هيرستال استجابة لطلبات الناتو لاستبدال خرطوشة بارابيلوم 9 × 19 مم والمسدسات المرتبطة بها والمدافع الرشاشة. [1] دعا حلف شمال الأطلسي لنوعين من الأسلحة غرفة لخرطوشة جديدة - واحد سلاح تطلقه الكتف ، والآخر سلاح محمول باليد. وفقا لمنظمة حلف شمال الأطلسي ، كانت هذه الأسلحة الجديدة ، التي تسمى أسلحة الدفاع الشخصي (PDWs) ، لتوفير "الحماية الشخصية في حالات الملاذ الأخير عندما يتعرض المستخدم للخطر المباشر من قبل العدو  في عام 1989 ، الناتو الوثيقة المنشورة D / 296 ، التي تحدد عددا من المواصفات الأولية لهذه الأسلحة: